# Albert Pobor
Albert Pobor (ur. 29 maja 1956, zm. 3 marca 2022) – chorwacki trener piłkarski.

## Kariera trenerska
Pracował jako trener w Cerezo Osaka, Hrvatski Dragovoljac, HNK Segesta, NK Vrbovec i NK Brežice 1919.